# 玛丽·艾丽斯
玛丽·艾丽斯·史密斯（英語：Mary Alice Smith，1936年12月3日—2022年7月27日），演藝圈中被稱為玛丽·艾丽斯，是一名美國電影、電視和舞台劇女演員。艾麗斯因在NBC情景喜劇《A Different World》（1987年－1989年）中飾演Leticia "Lettie" Bostic和1976年歌舞片《Sparkle》中的Effie Williams而知名。艾麗斯還在舞台上表演，並因其在1987年奧古斯特·威爾遜的《圍籬》中的表演而獲得托尼獎的最佳劇目女演員獎。